# Fon (grup humà)
Els fon són els membres d'un dels grups ètnics més nombrosos de Benín. A més a més, també hi ha territori fon a l'actual estat de Togo i hi ha comunitats significatives de fons emigrats a França, Gabon i Ghana. El territori fon a Benín està situat sobretot als departaments Atlantique, Zou i Littoral. El territori fon de Togo està situat a la regió dels Altiplans. La llengua materna dels fon és la llengua fon. El poble fon és una de les ètnies guineanes; el seu codi ètnic és NAB59e i el seu ID de grup humà és 11222.
Els Fon constitueixen un grup etnolingüístic de més de 3 milions de persones de l'Àfrica de l'Est. També són presents al centre i al sud de Benín, on són majoria, i hi ha subgrups establerts a Togo, Nigèria i a Ghana.

## Etimologia
Segons les fonts, s'observen diverses variants del nom: Dahoméens, Dahomey, Dahomeys (terminologia colonial), Djedji, Fongbe, Fonn, Fons, Fò, Rada.

## Població
A Benín els fon constitueixen clarament el grup més nombrós, amb un 39,2% de la població segons el cens 2002.
Existeix una diàspora africana important, a Europa, i també a Amèrica, a causa del comerç triangular.

## Llengua
La llengua vehicular és el fon-gbe, una llengua gbe, el nombre total de parlants s'estima en 1,5 milions, tot i que també parlen el francès, llengua oficial de Bénin.

## Cultura
La tradició oral, els proverbis, les llegendes i els contes són algunes de les formes més usades per a expressar la seva cultura i les seves tradicions. Molts noms de la literatura francòfona beninesa són d'origen fon.
En art, gran part de les seves obres, com ara teles, altars o estàtues, estan relacionades amb la cort i la figura del sobirà, Guezo, qui regnà de 1818 a 1858, període expansiu del reialme de Dahomey.
Com a exemple, el búfal de plata exposat al Metropolitan Museum of Art de Nova York, és una raresa.

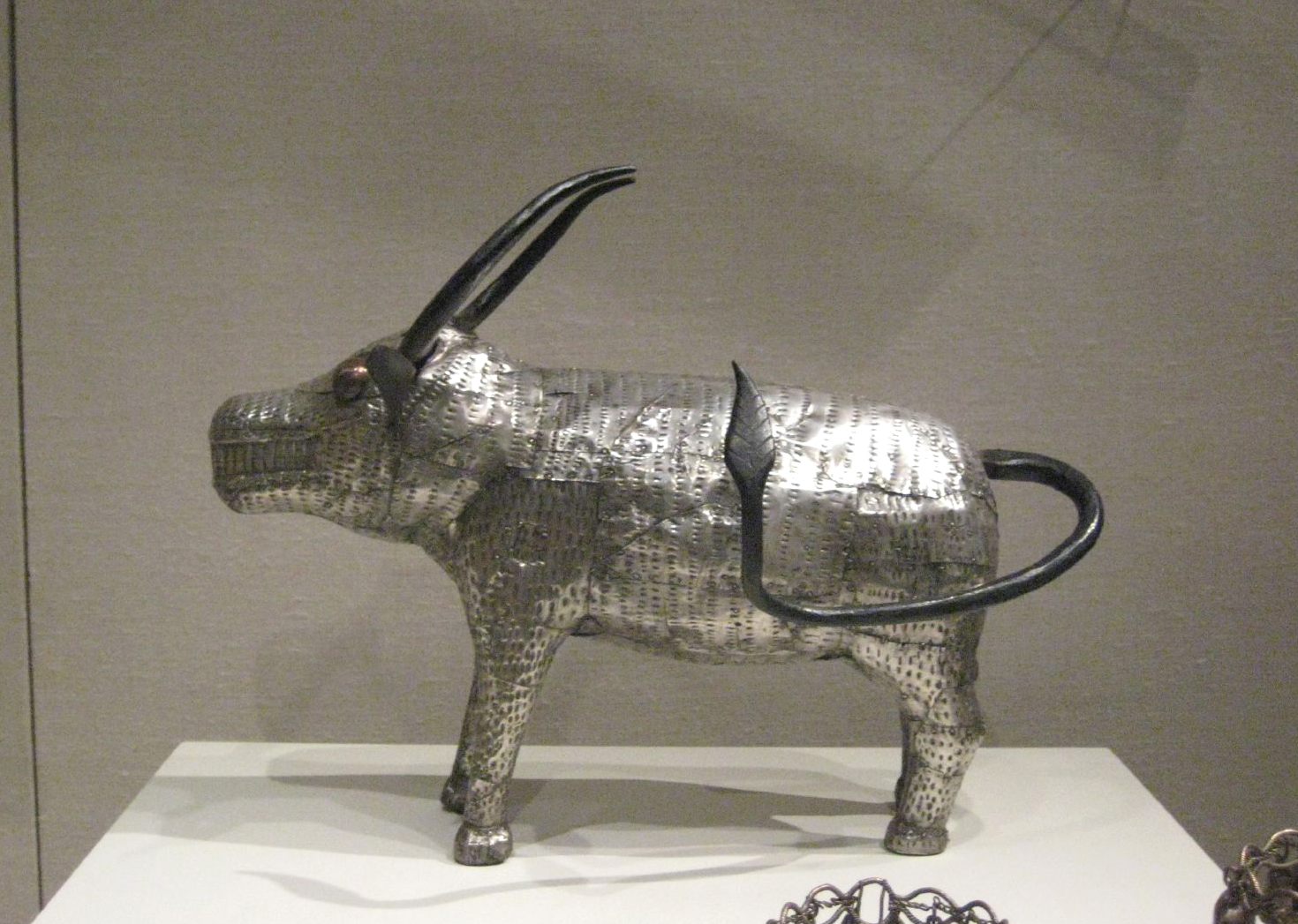
Búfal de plata
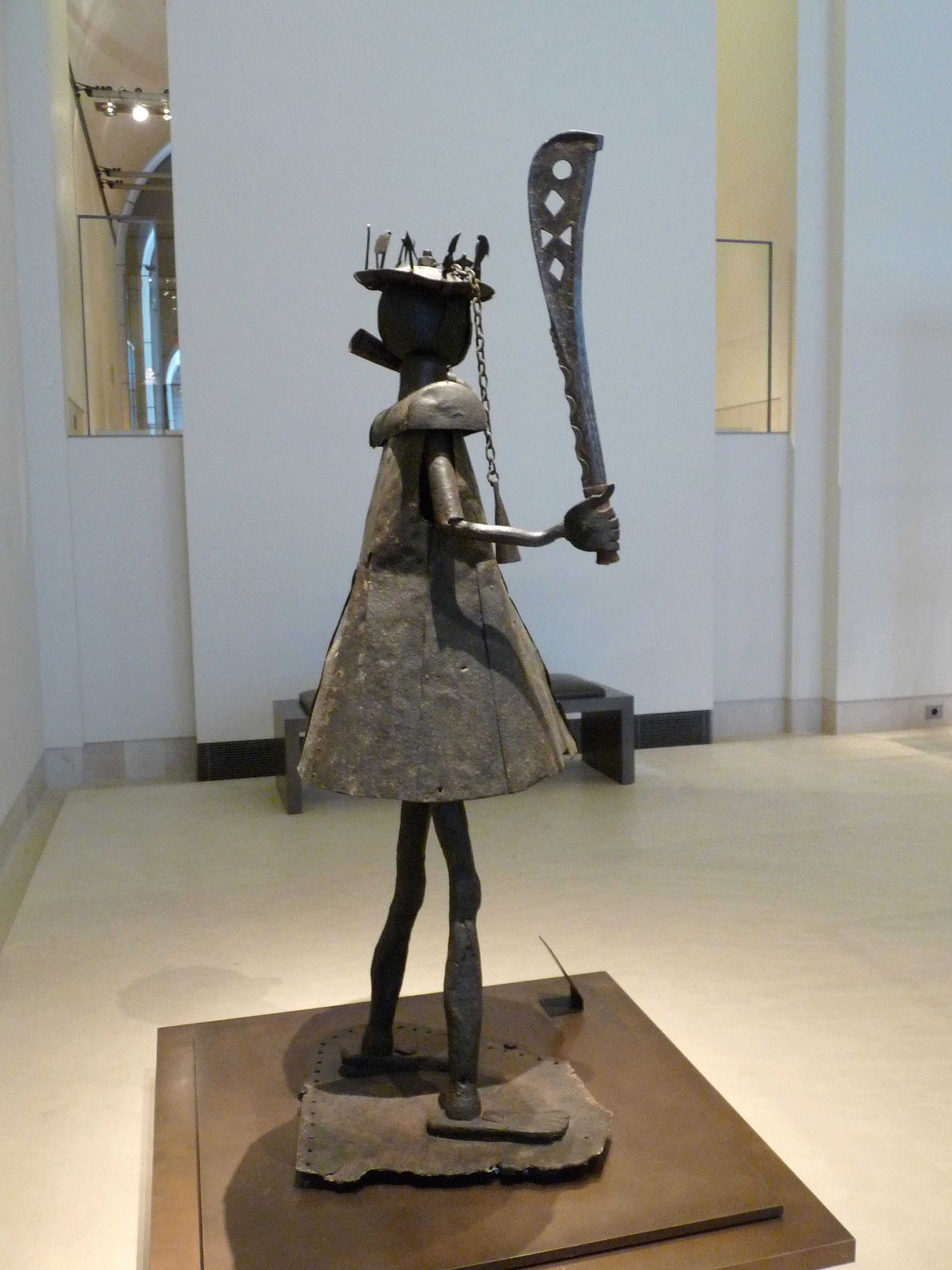
Estàtua de ferro, dedicada a Gou, divinitat de la guerra
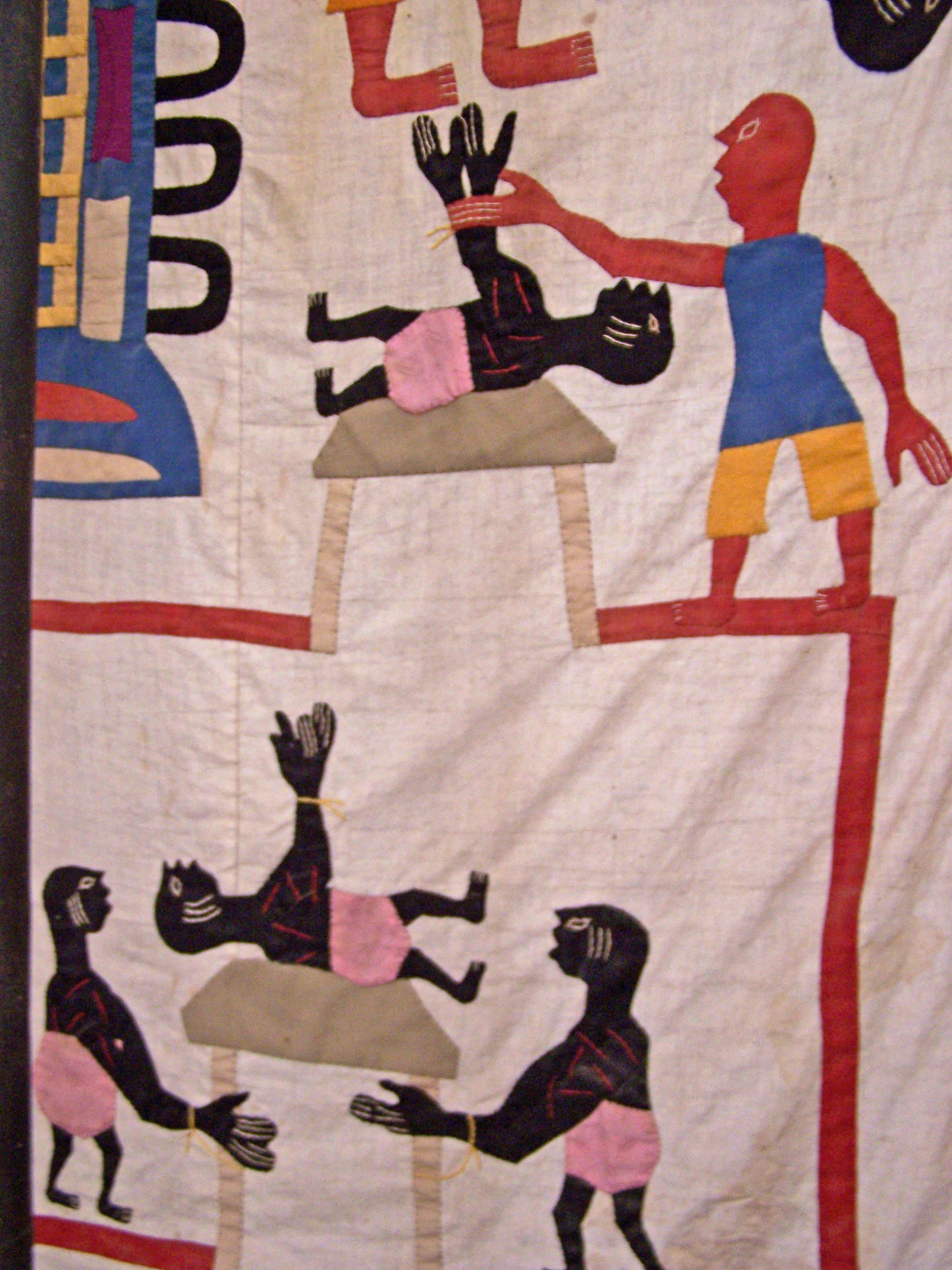
Detall d'una cortina amb tints
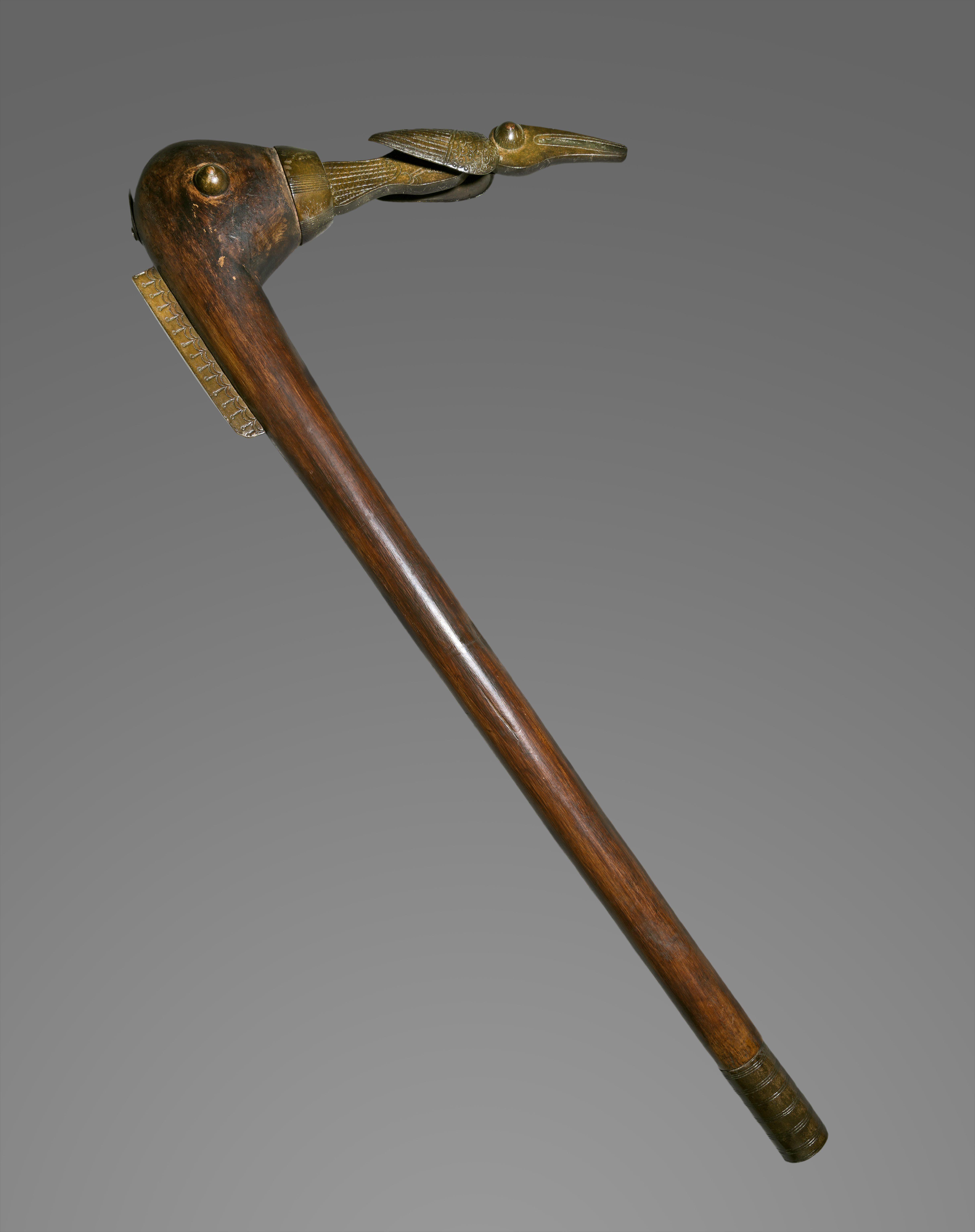
Recade fon

## El poble fon a Benín

### Població, territori i pobles veïns
El 2006 hi havia 1.400.000 fons a Benín. Segons el joshuaproject, n'hi ha 2.028.000. Aquests viuen en un extens territori a tot el centre-sud del país, sobretot als departaments de Zou i Atlantique. També hi ha molts fons a Cotonou, al departament de Littoral i a altres ciutats multilingües d'arreu del país.
Segons el mapa lingúístic de Benín de l'ethnologue hi ha 7 territoris de parla fon. 4 d'aquests territoris estan en una zona fronterera amb Togo i els comparteixen amb els agunes. Aquest limiten amb Togo, a l'oest, amb els ifès, al nord, amb els agunes, al sud i amb el principal territori fon en extensió, a l'est. Aquest territori està situat a la zona central de la meitat sud de Benín, entre el bosc de Kétou, al nord-est i el bosc de Ko al sud i limita amb els aja, a l'oest; amb els cis, els ayizos, els wemes i els nagos meridionals, al sud; amb els ijes i els nagos meridionals, a l'est i amb els itaques i els maxis al nord. Els altres territoris fons estan situats al sud del país. El més occidental està situat a l'est del llac Ahémé i el comparteixen amb els ayizos, els gbesis i els xweles i fa frontera amb els agunes, a l'est, amb els saxwes, a l'est i amb els xweles al sud. El territori fon més meridional està situat al centre de la zona costanera del país, a l'oest de Cotonou i del llac Nokoué; aquest el comparteixen amb els xwles occidentals i tenen com a veïns els xwles orientals, a l'est, els ayizos al nord i els xweles a l'oest.

### Religió
La majoria dels fon beninesos són cristians (65%) i hi ha minories que creuen en religions africanes tradicionals (25,4%), l'islam (9%) i el 0,3% es consideren no religiosos. Els catòlics suposen el 72% dels fon beninesos cristians, el 17% pertanyen a esglésies independents, el 5% són protestants i el 5% són considerats altres cristians. El 15,5% dels fon beninesos cristians segueixen el moviment evangèlic.

## El poble fon a Togo

### Població, territori i pobles veïns
A Togo el 1991 hi havia 35.500 fons i segons el joshuaproject n'hi ha 61.000. El seu territori està situat a la regió dels Altiplans, en al nord i al sud de la ciutat d'Atakpamé.
Segons el mapa lingüístic de Togo de l'ethnologue hi ha tres petits territoris fons al país. Dos estan situats al centre-sud del país, al nord i al sud de la ciutat d'Atakpamé i el segon el comparteixen amb els agunes i està situat a prop de la frontera amb Benín. En els primers territoris són veïns dels miyobes, els ifès, els kabiyès, els tems i els ikposos.

### Religió
El 65% dels fons togolesos són cristians i el 35% creuen en religions africanes tradicionals. El 65% dels cristians són catòlics, el 25% són protestants i el 10% són d'esglésies independents. El 12% dels fons togolosos cristians segueixen el moviment evangèlic.

## Emigrants fon

### A França
La majoria dels 19.000 fons que viuen a França són cristians (70%), el 20% creuen en religions africanes tradicionals, el 5% són musulmans i el 5% es consideren no religiosos. El 90% dels cristians són catòlics i el 10% són protestants. Només l'1% dels fons que viuen a França segueixen el moviment evangèlic.

### A Gabon
El 65% dels 17.000 fons gabonesos són cristians, el 22% creuen en religions tradicionals africanes, el 10% són musulmans i el 3% es consideren no religiosos. Dels cristians, el 60% són catòlics, el 25% són protestants i el 15% pertanyen a esglésies independents. El 3% dels fons cristians de Gabon segueixen el moviment evangèlic.

### A Ghana
El 75% dels 13.300 fons de Ghana creuen en religions africanes tradicionals, el 20% són cristians i el 5% són musulmans. El 60% dels fons cristians són catòlics, el 20% són anglicans, el 10% són protestants i el 10% pertanyen a esglésies independents. El 3% dels fons cristians de Ghana segueixen el moviment evangèlic.